# 克雷洛夫中央造船研究院
克雷洛夫中央造船研究院位于俄罗斯联邦圣彼得堡，从事船舶设计及水动力学研究和实验，并扩大到船舶科学领域的各学科领域。为联邦国有独资科研企业。
该研究院以苏联著名海军技术专家、数学家阿列克谢·尼古拉耶维奇·克雷洛夫命名。

## 历史
1894年3月8日在圣彼得堡新荷蘭島创办。运行沙俄帝国第一个船模水池——“海军部拖曳水池”。当天，沙皇亚历山大三世携皇族参观了该处。1894年开始流体力学方面研究。1900年1月3日，阿列克谢·尼古拉耶维奇·克雷洛夫任代理负责人，建议扩大为更广泛的造船研究机构，包括电气工程、物理、化学、机械测试等实验室。1907年至1910年克雷洛夫开始材料、强度方面研究。1920年扩展到动力方面研究。1930年以后参与军船的初步设计。二战开始后研究舰船的磁场防护和水雷。1950年开始核爆炸防护和核辐射防护，六十年代后扩大到降噪研究。
沙俄时期归航运局管辖。苏联时期，隶属于苏联造船工业部。是全苏最大的造船科学中心，从事对舰、船、海洋装备及其它飘浮体等广泛领域的研究设计工作，并做项目鉴定、论证等工作。俄联邦时期归科学技术部。
主要试验设施包括：
- 深水和浅水拖曳水池、
- 高速拖曳水池
- 耐波性试验水池
- 船模操纵性与空泡试验水池
- 破冰试验池
- 风洞实验室：为潜艇设计局提供多线型设计
- 管道流动实验室：试验螺旋桨典型结构的空泡实验室
- 潜艇导流罩结构实验室：研究潜艇艏部的声纳阵列的导流罩
- 舰艇电动力学实验室
- 舰艇防护实验室：就是把舰艇的特征信号降到最小，钝化敌方武器的引信。
- 管路实验室
- 减震元器件实验室
- 水下噪声实验室
- 通海管路实验室
- 浮筏实验室
- 核动力装置实验室：一座50MW游泳池型反应堆，一座钨栅试验堆
- 声学测量水池
- 拉伸试验机
- 疲劳振动试验机
- 水力和动力装置试验设施。

研究部门包括
- 先进船舶概念设计和船舶建造计划部、
- 海军舰艇、商船、舰载武器和海洋工程结构水动力学研究部，
- 结构强度和可靠性研究部，
- 船舶动力装置、核辐射和环境安全研究部，
- 近海及海洋工程研究和设计中心，
- 海洋及工业声学研究部，
- 海洋物理场和船舶特征研究部，
- 排水舰艇、远洋船舶和高速艇推进性能研究部。

出版学术季刊《克雷洛夫国家研究中心学报》。